# Тетрасилицид пентапразеодима
Тетрасилицид пентапразеодима — бинарное неорганическое соединение 
металла празеодима и кремния
с формулой Pr5Si4,
кристаллы.

## Получение
- Сплавление стехиометрических количеств чистых веществ:

{\displaystyle {\mathsf {5Pr+4Si\ {\xrightarrow {1532^{o}C}}\ Pr_{5}Si_{4}}}}

## Физические свойства
Тетрасилицид пентапразеодима образует кристаллы
тетрагональной сингонии,
пространственная группа P 41212,
параметры ячейки a = 0,79092 нм, c = 1,49437 нм, Z = 4,
структура типа тетрасилицида пентациркония Zr5Si4
.
Соединение образуется по перитектической реакции при температуре 1532°C .
При температуре 40 К соединение переходит в ферромагнитное состояние
.